# 賢者の石

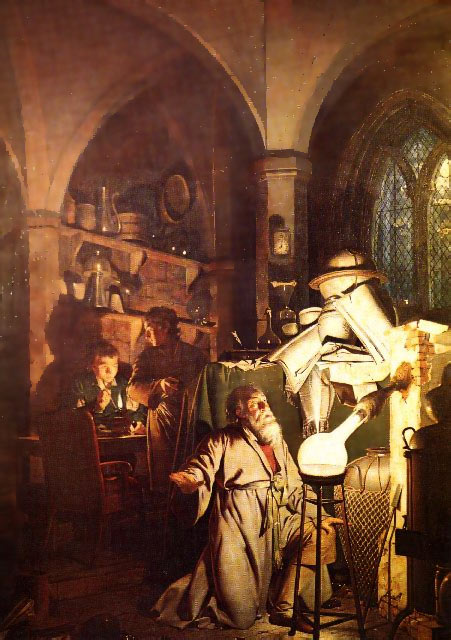
『賢者の石を求める錬金術師』ライト・オブ・ダービー作（1771年）

賢者の石（けんじゃのいし、英: philosophers’ stone、ラテン語: lapis philosophorum、lapis philosophicus）とは、中世ヨーロッパの錬金術師が、鉛などの卑金属を金に変える際の触媒となると考えた霊薬である。人間に不老不死の永遠の生命を与えるエリクサーであるとの解釈もあるが、賢者の石が文献上に記述されるのはエリクサーよりかなり後である。

## 概要
一般によく知られた賢者の石は卑金属を金などの貴金属に変えたり、人間を不老不死にすることができるという。霊薬としてのエリクサーと同様のものとして考えられることもある。見た目は諸説あるが、アラビアにおいては黄色で卵のような形、西洋においては赤い石の形が一般的だが、実際には石とは我々のいう「石」ではなく、液体だったとしても石として扱われる。
12世紀にイスラム科学からの錬金術が輸入されると、ヨーロッパでは賢者の石の探求熱が高まった。神秘主義的なヘルメス思想とともに、様々な伝説と風聞が広まり、小説の題材としても使われる。黒魔術と関係付けて語られることもある。

## 賢者の石とは

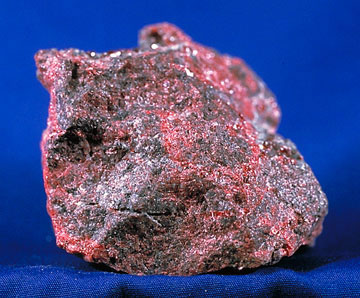
辰砂

中世ヨーロッパ錬金術に多大な影響を与えたジャービル・イブン＝ハイヤーンの説に、水銀と硫黄の2要素説がある。その2要素の比率により卑金属や貴金属が生じるとした。後に塩が加わって3要素説が生まれるが、いずれにせよ錬金術師たちは常に水銀に関心を寄せていた。水銀を原料になんらかの反応を繰り返すことで賢者の石ができると考えていたようである。
水銀と硫黄の化合物である硫化水銀には色の異なるものがあるが、代表的なものは赤色を呈する。天然でも産出され辰砂という（写真）。中国で不老長寿の霊薬仙丹・金丹の原材料とされた（→錬丹術）。漢字「丹」は辰砂のことで赤色も意味する。
水銀から金を創出できなくとも、金が溶けた水銀を蒸発させることで金メッキ（鍍金）を行える。金を水銀に融かすと金アマルガムとなる。銅の表面を磨き上げてから金アマルガムを塗り加熱すると、水銀のみが蒸発して表面に金が残る。この方法は大仏作成にも使用されている。なお、水銀蒸気は水銀中毒を起こす可能性が高いため、換気を要する。
ジャービルは、金を融かすことのできる王水を発明していた。金を王水で融かし、乾燥させると黄色の粉末、塩化金酸ができる。塩化金酸の水溶液も金メッキの材料となる。銅に塗布すれば表面が塩化銅となり、代わりに金が析出する。
賢者の石とは黄血塩（フェロシアン化カリウム）ではないかとの説もある。黄血塩は家畜の血や皮から膠（にかわ）をとるところで作られる。この黄血塩と硫酸を混合した液体に金を入れて加熱すると、この液体に金が溶け込む。猛毒であるため近年は避けられているが、シアン化金化合物は電気メッキあるいは無電解メッキ材料のひとつとして現在も使われている。
金を融かし込んだ溶液に卑金属を漬け、銅線で微弱な電気を送ると卑金属表面に金が固着する。電気鍍金である。最古の電池としてバグダッド電池が古代中近東メソポタミアのごく一部で使われていたとの見解もある。

## 錬金に関する伝承
当然書く人で差はあるが、「金をとにかく熱することで己と金の両方を高める」「硫黄と水銀を混ぜ、特定の操作と薬品又はハーブを使う」「金と銀を結合させる」
などがある。ただしどれも信憑性はなく、３つ目は有り得ないこともすぐに分かる。

## 中国の錬丹術

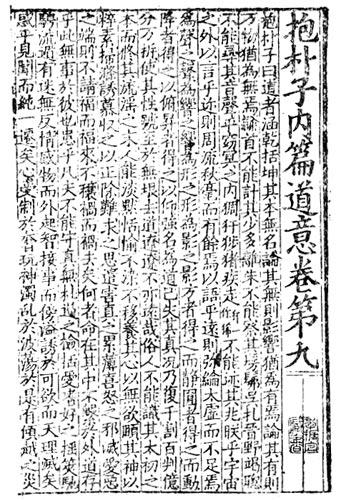
『抱朴子』内篇

中国の道教では、服用すれば不老不死を得る（あるいは仙人になれる）という霊薬（仙丹）を作る術として錬丹術（煉丹術）がある。仙丹が賢者の石に相当する。葛洪の著した『抱朴子』などによると金を作るのは仙丹の原料にすること、仙丹を作り仙人となるまでの間の収入にあてるという2つの目的があったことになっている。

## フィクションにおける賢者の石
エリクサーと同様にコンピューターRPGなどでしばしば登場する。本来の錬金術における伝承を再現しているものもあれば、作品独自の定義がなされているものもある。
- コンピュータRPG『アトリエシリーズ』 - 最高レベルの調合品として第1作目から登場。金を調合する際の材料の一つになる。
- 小説『アルケミスト 錬金術師・ニコラフラメル』 - コデックスに賢者の石の製法が書され、それは毎月変化するとされている。
- コンピュータRPG『ヴァルキリープロファイルシリーズ』 - 所有者にあらゆる知識を与える伝説の秘宝。
- テレビドラマ『仮面ライダーウィザード』 - 世界の全てを飲み込み、生と死を逆転させると言われるほどの膨大な魔力を秘めた究極の魔宝石。
- 漫画『スプリガン』 - 現代科学では合成できない粘土質の物質。オリハルコンあるいは黄金を作り出せる。
- コンピュータRPG『ドラゴンクエストシリーズ』 - 戦闘中のみパーティ全体のHPを回復できるアイテム。回復量は作品ごとに異なっている。
- 漫画『鋼の錬金術師』 - 「等価交換」の原則などを無視した錬成が可能になる幻の術法増幅器。
- 小説『ハリー・ポッターシリーズ』 - どんな金属も金に変え、飲めば不老不死になる「命の水」を作り出す。
- ブラウザゲーム『文豪とアルケミスト』 - 稀有な素材を用いて精製される貴重な霊石。文豪の絶筆を一度だけ防ぐことができる。
- コンピュータRPG『魔界塔士Sa・Ga』 - 使用回数が設定され、消費により減少した武具やアイテムのそれを最大まで回復するアイテム。
- 『魔法科高校の劣等生』 - 錬金術に関するアイテムとして登場。
- 映画『ルパン三世 ルパンVS複製人間』
- 漫画『からくりサーカス』 - 『柔らかい石』という名前のアイテムとして、水と反応し霊薬を生み出す。